# Regionalizm (stosunki międzynarodowe)
Regionalizm – w stosunkach międzynarodowych: forma współpracy państw w regionie. Organizacje regionalne mają za zadanie zapewnienie pokoju i bezpieczeństwa, a także rozwój współpracy gospodarczej i kulturalnej w regionie.
Po II wojnie światowej zjawisko regionalizmu stało się przedmiotem regulacji w Karcie NZ (rozdz. VIII, „Układy regionalne”) i licznych rezolucji Zgromadzenia Ogólnego ONZ. O nasileniu się tendencji regionalistycznych w Europie Zachodniej można mówić zwłaszcza od końca lat siedemdziesiątych. Regionalizm europejski zdynamizował się po 1989 roku, co widoczne jest np. w porozumieniach międzyrządowych państw tworzących tzw. euroregiony.
Edward Haliżak zwraca uwagę na zjawisko regionalizmu morskiego. W wymiarze fizycznogeograficznym mówi o istnieniu 23 regionów morskich, które są przedmiotem regulacji prawnomiędzynarodowych, czynnikiem integrującym przyległe państwa, a także obszarem rywalizacji między nimi.